# Абатиелос, Антонис
Анто́нис Абатие́лос (греч. Αντώνης Αμπατιέλος; 1919, Кефалиния — 7 августа 1995, Пирей) — греческий торговый моряк и профсоюзный деятель периода Второй мировой войны, имя которого получило широкую огласку в послевоенные годы.

## Биография

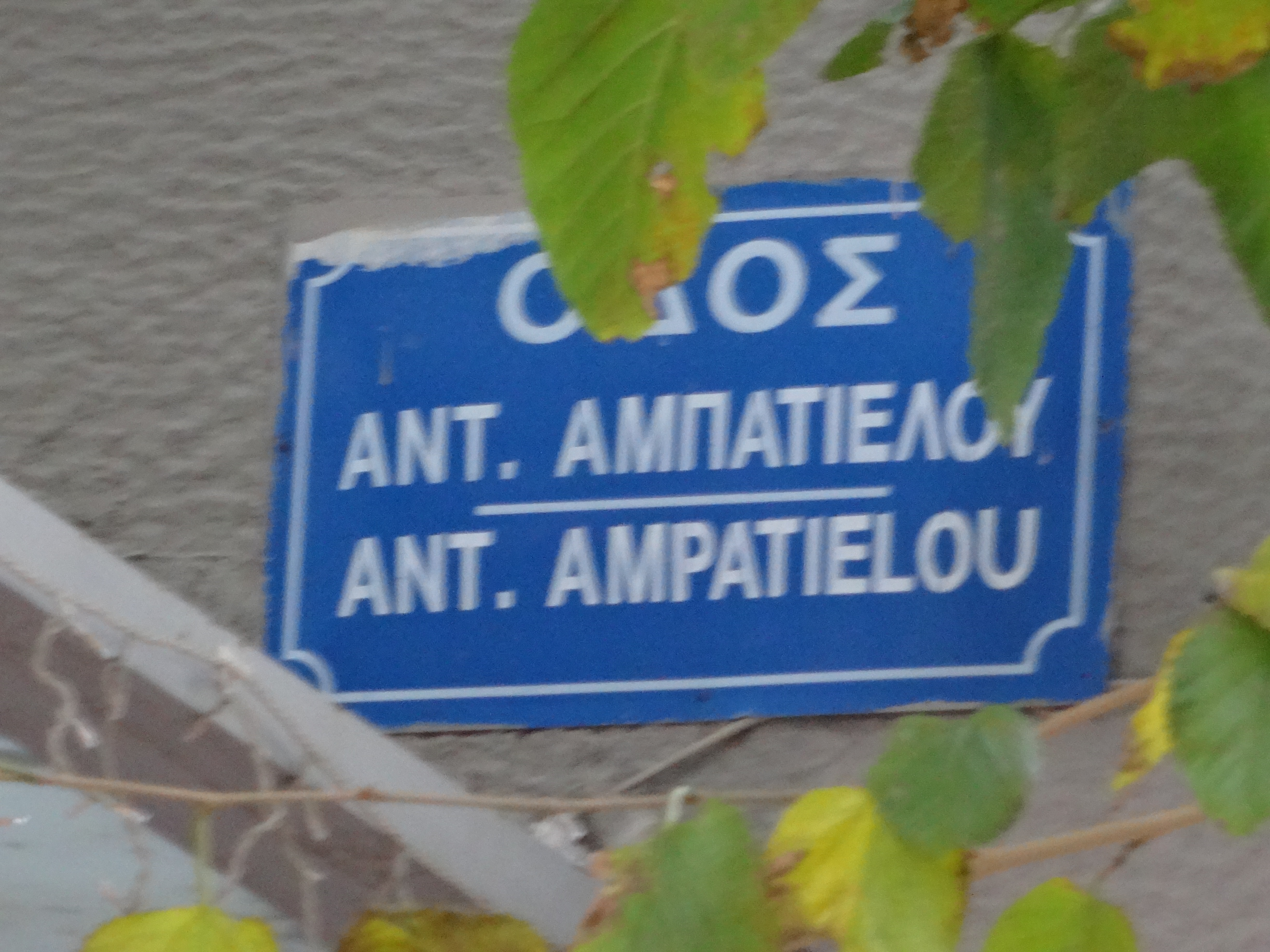
Улица Антониса Абатиелоса в Пирее.

Антонис Абатиелос родился на острове Кефалиния в 1919 году. Некоторые источники подтверждают, что он был кефалонийского происхождения, но утверждают, что он родился в Сулине, Румыния в 1914 году.
С юности Абатиелос стал сторонником идей либерализма. В 1933 году, следуя семейной традиции, стал моряком греческого торгового флота, а затем эмигрировал в Соединённые Штаты Америки. В США был вовлечён в деятельность профсоюзов греческих моряков. В 1936 году обосновался в Великобритании.
С началом Второй мировой войны находившийся в Марселе прокоммунистический Союз моряков Греции (ΝΕΕ, в 1943 году был реорганизован в Федерацию греческих организаций моряков, ΟΕΝΟ) был вынужден покинуть Францию. После капитуляции Франции часть руководства профсоюза греческих моряков перебралась в Нью-Йорк, а часть в Англию. В 1940 году молодой Абатиелос стал секретарём профсоюза. Ещё до вступления Греции в войну (28 октября 1940) и содействуя борьбе союзников антифашистской коалиции, но не забывая и о классовой борьбе, профсоюз дал установку греческим морякам «Держать корабли на ходу».
Греческий торговый флот во Второй мировой войне потерял бо́льшую часть своего тоннажа. Греческие торговые суда были потоплены силами Оси на всех широтах и долготах земного шара. Однако многие греческие судовладельцы злоупотребляли военной обстановкой в своих интересах, что вынудило Абатиелоса возглавить в ходе войны, в 1942 году, забастовку торговых моряков.
Греческие торговые суда принимали участие в конвоях на Англию и Мурманск, что отражено в мемуарах Черчилля.
Наряду с греческими корветами «Томбазис» и «Криезис», в союзной высадке в Нормандии приняли участие и суда греческого торгового флота. Пароходы «Агиос Спиридон» и «Георгиос П.» были затоплены экипажами на мелководье, для создания волнолома. Пароходы «Америка» и «Эллас» продолжали доставлять войска и грузы на побережье Нормандии. Экипажи на суда, подлежащие затоплению, были набраны из добровольцев после обращению к двум секретарям профсоюза греческих моряков, одним из которых был Антонис Абатиелос.
Греция была освобождена в октябре 1944 года силами Народно-освободительной армии Греции.
После британской интервенции декабря 1944 года, вернувшиеся в Грецию моряки торгового флота, состоявшие в прокоммунистическом профсоюзе моряков (ΟΕΝΟ), преследовались также как и участники Сопротивления.
В годы последовавшей Гражданской войны (1946—1949), многие торговые моряки оставили свои суда и вступили в Демократическую армию.
Антонис Абатиелос вернулся в Грецию в самый разгар Гражданской войны, в 1947 году, был осуждён к смертной казни, за организацию забастовки в военное время. Исполнение приговора было отменено, благодаря известности Абатиелоса в всемирном профсоюзном движении и усилиями его жены, англичанки леди Бетти Абатиелу.
Будучи заключённым, вместе со своим товарищем по камере Манолисом Глезосом Абатиелос был включён в список кандидатов в депутаты парламента от прокоммунистической Единой демократической левой партии.
В 1963 году мировую огласку получил эпизод, при котором Бети Абатиелу, требуя освобождения своего мужа, якобы отвесила пощёчину королеве Греции Фредерике во время визита последней в Лондон.
В том же году, и после 16 лет заключения, Антонис Абатиелос был освобождён.
На парламентских выборах 18 октября 1981 года Абатиелос был избран депутатом парламента от компартии Греции в Первом избирательном округе портового города Пирей.
Абатиелос умер 7 августа 1995 года и был похоронен на кладбище Воскресения в Пирее.
Муниципалитет Пирея, в память моряка и профсоюзного деятеля Антониса Абатиелоса, дал его имя улице, параллельной главной набережной города, набережной адмирала Миаулиса.